# Karlovačko
Karlovačko es una cerveza fabricada por la cervecería Karlovačka Pivovara, ubicada en la ciudad de Karlovac, Croacia y con gran popularidad en Croacia y Bosnia-Herzegovina.
Cuenta con un contenido alcohólico de alrededor del 5,4% en volumen. Sus creadores la describen de color "oro" y de sabor amargo. Ganó una medalla de oro en la categoría de cervezas con 4,5% a 5,5% de alcohol durante el Brewing Industry International Award del año 2005. Karlovačko se vende en botellas de color verde y también está disponible en latas y envases de plástico.